# تپه چرده
تپه چرده مربوط به دوره اشکانیان است و در شهرستان چرداول، بخش هلیلان، ۱۰۰ متری جنوب غربی روستای شله کش واقع شده و این اثر در تاریخ ۲۶ اسفند ۱۳۸۷ با شمارهٔ ثبت ۲۶۰۰۹ به‌عنوان یکی از آثار ملی ایران به ثبت رسیده است.